# Абдуррахман Фаузи
Абдуррахман Фаузи (араб. عبد الرحمن فوزي‎; 11 ноября 1909, Порт-Саид — 16 октября 1988, Каир) — египетский футболист и тренер, большая часть карьеры которого связана с египетским клубом «Замалек».

## Карьера игрока
Абдуррахман Фаузи выступал за клуб «Аль-Масри» из своего родного города в 1928—1934 годах, а затем за каирский «Мухталат», сменивший в 1941 году своё название на «Фарук», а ныне известный как «Замалек».
Известно о трёх матчах Фаузи за сборную Египта в 1934 году: 4 марта — товарищеская игра с Югославией, 6 апреля — матч отборочного турнира чемпионата мира 1934 с Палестиной, в котором Фаузи на 35-й минуте забил гол, 27 мая — поединок первого раунда чемпионата мира с Венгрией. В матче с венграми Фаузи сделал дубль к 42-й минуте, став тем самым первым африканским игроком, забившим на мировом первенстве. Более того, по воспоминаниям вратаря египтян Мустафы Мансура, при счёте 2:2 Фаузи, получив мяч в центре поля, прошёл всех венгров на своём пути и отправил мяч в сетку ворот, но судья отменил гол, сославшись на офсайд.

## Тренерская карьера
Тренерская карьера Абдуррахмана Фаузи также была связана с «Замалеком», который он возглавлял с 1947 по 1956 год. Параллельно, в 1953—1954 годах, он состоял в национальном комитете, руководившем сборной Египта. В 1957 году он стал первым в истории тренером сборной Саудовской Аравии по футболу.